# Bolivia, Cuba
Bolivia là một đô thị ở tỉnh Ciego de Ávila của Cuba. Đô thị này nằm ở phần đông bắc của tỉnh, giáp vinh Jiguey và Cayo Romano.

## Dân số
Năm 2004, đô thị Bolivia có dân số 16.612 với diện tích 918 km² (354,4 mi²) và mật độ dân số 18,1người/km² (46,9người/sq mi).